# Cost and Freight
CFR (англ. Cost and Freight (… named port of destination)), (Вартість і фрахт (… назва порту призначення)) — стандартизовані умови постачання за Інкотермс, за якими продавець зобов'язаний своїм коштом доставити товар у порт відвантаження, завантажити його на судно і сплатити фрахт для доставки товару в зазначений порт призначення. У разі міжнародних перевезень за умовами CFR на продавця покладається також обов'язок митного оформлення товару для експорту. 
Вважається, що продавець виконав постачання, коли товар перетнув борт судна в порту відвантаження. 
Після завантаження товару на борт ризик втрати чи ушкодження товару, а також будь-які додаткові витрати, що виникають (наприклад, розвантаження та митне оформлення в порту призначення), переходять від продавця до покупця.
Такі умови можуть застосовуватися тільки під час перевезення товару морським або внутрішнім водним транспортом.